# Xylosciara subbetulae
Xylosciara subbetulae är en tvåvingeart som beskrevs av Werner Mohrig och Nina Krivosheina 1982. Xylosciara subbetulae ingår i släktet Xylosciara och familjen sorgmyggor. Inga underarter finns listade i Catalogue of Life.